# 891-я вертолётная эскадрилья разведки и связи
891-я вертолётная эскадрилья разведки и связи (сербохорв. 891. helikopterska eskadrila za izviđanje i vezu / 891. хеликоптерска ескадрила за извиђање и везу) — эскадрилья военно-воздушных сил и войск ПВО СФРЮ. Образована в 1952 году в Скопье как Эскадрилья связи 3-й военной области (сербохорв. Eskadrila za vezu 3. vojne oblasti / Ескадрила за везу 3. војне области).

## История
Эскадрилья образована 1 февраля 1952 года, согласно приказу от 17 декабря 1951 года. Подчинялась 3-му военному округу. Была оснащена различными учебными самолётами и самолётами связи. Преобразована в эскадрилью связи 3-го авиационного командования (сербохорв. Eskadrila za vezu 3. vojne oblasti / Ескадрила за везу 3. војне области) в 1959 году.
К апрелю 1961 года, согласно плану «Дрвар» по реорганизации югославских ВВС, была введена новая система кодовых обозначений, вследствие чего эскадрилья стала называться 891-й эскадрильей авиационной связи. На её вооружении были самолёты связи «Икарус Курир» югославского производства. В мае 1961 года её включили в состав 81-го вспомогательного авиационного полка, после его расформирования в 1964 году перевели в 1-й авиационный корпус, а затем ненадолго в 198-й истребительно-бомбардировочный авиационный полк в 1965 году. До роспуска 8 июня 1968 года в дальнейшем эскадрилья входила в состав 107-го вспомогательного авиационного полка.
Приказом от 9 января 1980 года на аэродроме Скопски-Петровац было образовано 891-е вертолётное отделение (сербохорв. 891. helikoptersko odeljenje / 891. хеликоптерско одељење), вошедшее в состав 3-й армии как подразделение воздушной разведки и связи. На его вооружении были вертолёты Soko SA.341 Gazelle, производившиеся в Югославии по лицензии. С 1 марта 1985 года называлось 891-я вертолётная эскадрилья разведки и связи. В 1988 году после реорганизации полевых армий в состав эскадрильи вошли два отделения с аэродромов Ниш и Голубовци (соответственно бывшие 893-я и 898-я аналогичные эскадрильи).
Расформирована в 1992 году после вывода Югославской народной армии с территории Республики Македонии.

## В составе
- 3-й военный округ (1952—1959)
- 3-е авиационное командование[англ.] (1959—1961)
- 81-й вспомогательный авиационный полк[англ.] (1961—1964)
- 1-й авиационный корпус[англ.] (1964—1965)
- 198-й истребительно-бомбардировочный авиационный полк (1965)
- 107-й вспомогательный авиационный полк (1965—1968)
- 3-я армия (1980—1992)

## Предыдущие наименования
- Эскадрилья связи 3-го военного округа (1952—1959)
- Эскадрилья связи 3-го авиационного командования (1959—1961)
- 891-я эскадрилья авиационной связи (1961—1965)
- 891-е вертолётное отделение (1980—1985)
- 891-я вертолётная эскадрилья разведки и связи (1985—1988)

## Самолёты и вертолёты
- По-2 (1952—1959)
- Fieseler Fi 156 (1952—1958)
- UTVA 212 (1952—1959)
- Икарус Аеро 2[англ.] (1952—1959)
- UTVA Аеро 3[англ.] (1959—1961)
- Икарус Курир[англ.] (1955—1968)
- Soko SA.341 Gazelle Hera (1980—1988)